# Carroll megye (Tennessee)
Carroll megye az Amerikai Egyesült Államokban, azon belül Tennessee államban található. Megyeszékhelye Huntingdon, legnagyobb városa McKenzie. Lakosainak száma 28 440 fő (2020. április 1.). Carroll megye Henry, Henderson, Benton, Decatur, Weakley, Madison és Gibson megyékkel határos.

## Népesség
A megye népességének változása:
| Lakosok száma | 28 476 | 28 584 | 28 579 | 28 513 | 27 910 | 28 440 |
|               | 2010   | 2011   | 2012   | 2013   | 2015   | 2020   |